# 髙田惠子
髙田 惠子（たかた けいこ、1951年 - ）は、日本の翻訳家。「高田 恵子」と表記される場合もある。

## 略歴
広島県広島市生まれ。
1974年津田塾大学学芸学部英文科卒業。

## 翻訳
- 『砂の城の殺人』（エリザベス・セント・クレア、東京創元社） 1984
- 『ソーサリー4 王たちの冠』（スティーブ・ジャクソン、東京創元社） 1985
- 『勝負の1打』（ジャック・ニクラウス、日本文化出版） 1988
- 『チャップリンの愛した女たち』（デイヴィッド・ロビンソン、宮本高晴共訳、文春文庫） 1993
- 『チャップリン』上・下（デイヴィッド・ロビンソン、宮本高晴共訳、文藝春秋） 1993
- 『ギルバート・グレイプ』（ピーター・ヘッジズ、二見書房） 1994
- 『暗闇の薔薇』（クリスチアナ・ブランド、創元推理文庫） 1994
- 『冬のさなかに - ホームズ2世最初の事件』（アビイ・ペン・ベイカー、創元推理文庫） 1996
- 『上院議員』上・下（リチャード・バウカー、創元推理文庫） 1996
- 『餌食』（ジム・シルヴァー、二見文庫） 1997
- 『ボガート - わが父を求めて』（スティーヴン・ハンフリー・ボガート、東京創元社） 1997
- 『女160人、女友達を語る』（カーメン・レネイ・ベリー, タマラ・トレイダー、飛鳥新社） 1997
- 『リトル・クロウは舞いおりた』（マーク・T・サリヴァン、文春文庫） 1998
- 『不変の神の事件』（ルーファス・キング、創元推理文庫） 1999
- 『見知らぬ島からの手紙』（ジーン・ストーン、扶桑社） 2002
- 『残酷な嘘』（ジーン・ストーン、扶桑社） 2002
- 『ジグザグ・ガール』（マーティン・ベッドフォード、創元推理文庫） 2000
- 『ラストチャンス・カフェ』（リンダ・ラエル・ミラー、ソニー・マガジンズ） 2004

### 「ジェシカおばさんの事件簿」
- 『ジェシカおばさんの事件簿 シャーロック・ホームズ殺人事件』（ジェームズ・アンダースン、創元推理文庫） 1986
- 『ジェシカおばさんの事件簿 ハリウッド殺人事件』（ジェームズ・アンダースン、創元推理文庫） 1986
- 『ジェシカおばさんの事件簿 ホリデー殺人事件』（ジェームズ・アンダースン、創元推理文庫） 1987
- 『ジェシカおばさんの事件簿 テレビドラマ殺人事件』（デイヴィッド・ドイチュ、創元推理文庫） 1988

### ジェイン・アン・クレンツ
- 『不安な関係』（ジェイン・A・クレンツ、ハーレクイン・エンタープライズ日本支社） 1985
- 『疑惑のコラージュ』（ジェイン・A・クレンツ、ハーレクイン・エンタープライズ日本支社） 1987
- 『ドリームズ〈前編〉 よみがえった伝説』（ジェイン・A・クレンツ、ハーレクイン） 1990
- 『ドリームズ〈後編〉 伝説を超えて』（ジェイン・A・クレンツ、ハーレクイン） 1990
- 『花嫁はおかんむり』（ジェイン・A・クレンツ、ハーレクイン） 1993
- 『花嫁を追いかけて』（ジェイン・A・クレンツ、ハーレクイン） 1993
- 『お願い、探偵さん』（ジェイン・A・クレンツ、ハーレクイン） 1995
- 『紅の夢にとらわれて - チェインド・レディの伝説』（ジェイン・A・クレンツ、ハーレクイン） 2008
- 『ほどけた夢の鎖 - チェインド・レディの伝説』（ジェイン・A・クレンツ、ハーレクイン） 2009
- 『危険な魅惑 Anniversary Collection3』（ジェイン・アン・クレンツ、宮崎あけみ共訳、ハーレクイン） 2009
- 『結婚と打算と2』（ジェイン・アン・クレンツ、山根三沙共訳、ハーレクイン） 2009

### ルース・レンデル
- 『運命のチェスボード』（ルース・レンデル、創元推理文庫） 1987
- 『死が二人を別つまで』（ルース・レンデル、創元推理文庫） 1987
- 『死を望まれた男』（ルース・レンデル、創元推理文庫） 1988

### シャーロット・マクラウド
- 『にぎやかな眠り』（シャーロット・マクラウド、創元推理文庫） 1987
- 『ヴァイキング、ヴァイキング』（シャーロット・マクラウド、創元推理文庫） 1989
- 『蹄鉄ころんだ』（シャーロット・マクラウド、創元推理文庫） 1988
- 『猫が死体を連れてきた』（シャーロット・マクラウド、創元推理文庫） 1989
- 『オオブタクサの呪い』（シャーロット・マクラウド、創元推理文庫） 1990
- 『フクロウが多すぎる』（シャーロット・マクラウド、創元推理文庫） 1992
- 『お楽しみが一杯!』（シャーロット・マクラウド、創元推理文庫） 1993
- 『水のなかの何か』（シャーロット・マクラウド、創元推理文庫） 1995
- 『牛乳配達退場』（シャーロット・マクラウド、創元推理文庫） 1999

### レスリー・メイヤー
- 『メールオーダーはできません』（レスリー・メイヤー、創元推理文庫） 2007
- 『トウシューズはピンクだけ』（レスリー・メイヤー、創元推理文庫） 2008
- 『ハロウィーンに完璧なカボチャ』（レスリー・メイヤー、創元推理文庫） 2008
- 『授業の開始に爆弾予告』（レスリー・メイヤー、創元推理文庫） 2009
- 『バレンタインは雪あそび』（レスリー・メイヤー、創元推理文庫） 2010
- 『史上最悪のクリスマスクッキー交換会』（レスリー・メイヤー、創元推理文庫） 2010
- 『感謝祭の勇敢な七面鳥』（レスリー・メイヤー、創元推理文庫） 2011
- 『はた迷惑なウェディング』（レスリー・メイヤー、創元推理文庫） 2012
- 『九十歳の誕生パーティ』（レスリー・メイヤー、創元推理文庫） 2013
- 『新聞王がボストンにやってきた』（レスリー・メイヤー、創元推理文庫） 2014

### ライア・マテラ
- 『殺人はロー・スクールで』（ライア・マテラ、創元推理文庫） 1990
- 『殺人はラディカルに』（ライア・マテラ、創元推理文庫） 1990
- 『あらゆる信念』（ライア・マテラ、創元推理文庫） 1992

### レイ・ハリスン
- 『ジョン・ブルの誇り』（レイ・ハリスン、創元推理文庫） 1991
- 『下院議員の死』（レイ・ハリスン、創元推理文庫） 1991
- 『デスウォッチ』（レイ・ハリスン、創元推理文庫） 1992

### バーバラ・デリンスキー
- 『わだかまり』（バーバラ・デリンスキー、ハーレクイン・エンタープライズ日本支社） 1986
- 『カリブの熱いばら』（バーバラ・デリンスキー、ハーレクイン） 1989
- 『いとしのライバル』（バーバラ・デリンスキー、ハーレクイン） 1990

### ミランダ・リー
- 『花嫁の反抗』（ミランダ・リー、ハーレクイン） 1999
- 『冷酷な求婚』（ミランダ・リー、ハーレクイン） 2008
- 『愛の演技』（ミランダ・リー、佐久信子共訳、ハーレクイン） 2009
- 『二週間のダーリン』（ミランダ・リー、ハーパーコリンズ・ ジャパン） 2016

### エリザベス・ローウェル
- 『水晶の鐘が鳴るとき』上・下（エリザベス・ローウェル、ソニー・マガジンズ） 2002
- 『禁じられた黄金』（エリザベス・ローウェル、ソニー・マガジンズ） 2003
- 『三つの死のアート』（エリザベス・ローウェル、ソニー・マガジンズ） 2005

### カレン・ロバーズ
- 『月明かりのキリング・フィールド』（カレン・ロバーズ、ソニー・マガジンズ） 2004
- 『銀のアーチに祈りを』（カレン・ロバーズ、ヴィレッジブックス） 2007
- 『いつも天使は夢の中に』（カレン・ロバーズ、ヴィレッジブックス） 2010

### スーザン・マレリー
- 『愛しいあなた』（スーザン・マレリー、ハーレクイン） 2005
- 『スプーン一杯のロマンス』（スーザン・マレリー、ハーレクイン） 2007
- 『あなたに片思い』（スーザン・マレリー、ハーレクイン） 2013

### アマンダ ・クイック
- 『雇われた婚約者』（アマンダ・クイック、ソニー・マガジンズ） 2006
- 『真夜中まで待って』（アマンダ・クイック、ヴィレッジブックス） 2007
- 『首飾りが月光にきらめく』（アマンダ・クイック、ヴィレッジブックス） 2009
- 『炎の古城をあとに』（アマンダ・クイック、ヴィレッジブックス） 2009

### アイリス・ジョハンセン
- 『灼熱の悪夢から逃れて』（アイリス・ジョハンセン、ヴィレッジブックス） 2011
- 『いにしえの夢に囚われ』（アイリス・ジョハンセン、ヴィレッジブックス） 2011
- 『シーラの黄金を追って』（アイリス・ジョハンセン、ヴィレッジブックス） 2012
- 『愛しき顔がよみがえる』（アイリス・ジョハンセン、ヴィレッジブックス） 2013
- 『パンドラの眠り』（アイリス・ジョハンセン、ヴィレッジブックス） 2014
- 『ゴブレットは赤く染まって』（アイリス・ジョハンセン、ヴィレッジブックス） 2014

### その他ハーレクイン作品
- 『キス療法』（キャシー・マイルズ、ハーレクイン・エンタープライズ日本支社） 1985
- 『愛のトライアル』（メアリー・キャノン、ハーレクイン・エンタープライズ日本支社） 1986
- 『愛の告発者』（ジョアン・ロス、ハーレクイン・エンタープライズ日本支社） 1986
- 『モデルはおいや?』（ヘレン・コンラッド、ハーレクイン・エンタープライズ日本支社） 1987
- 『セクシー・バルーン』（エレイン・K・スタリーング、ハーレクイン・エンタープライズ日本支社） 1988
- 『青い海の記憶』（カーラ・ネガーズ、ハーレクイン） 1989
- 『孤独な狩人』（ジェニファー・グリーン、ハーレクイン） 1990
- 『止めないであなた』（エマ・J・スペンサー、ハーレクイン） 1992
- 『抱きしめていて』（グレンダ・サンダーズ、ハーレクイン） 1992
- 『ハートが危ない』（エリーズ・タイトル、ハーレクイン） 1995
- 『最高の夢をかなえて』（キャンディス・シューラー、ハーレクイン） 1996
- 『マイ・バレンタイン'97 - 愛の贈りもの』（メリル・ソーヤー, ジーナ・ウィルキンズ, ケイト・ホフマン、麻生りえ, 香月銀歩共訳、ハーレクイン） 1997
- 『秘密のサンタクロース』（デイ・ラクレア、ハーレクイン） 1999
- 『飛びこんできた恋』（レイ・マイケルズ、ハーレクイン） 2000
- 『純白の花嫁』（バーバラ・マクマーン、ハーレクイン） 2001
- 『復讐に乾杯』（アレックス・ライダー、ハーレクイン） 2001
- 『裏切られたシンデレラ』（レニー・ローゼル、ハーレクイン） 2000
- 『情熱の国の恋人』（バーバラ・マクマーン、ハーレクイン） 2002
- 『愛は永遠に』（デボラ・シモンズ、真咲理央, 伊坂奈々共訳、ハーレクイン） 2002
- 『仕組まれたウエディング』（エマ・ダーシー、ハーレクイン） 2003、のち改題『キング三兄弟の結婚Ⅰ 仕組まれたウエディング』 2006
- 『キスは涙の味』（パトリシア・ウィルソン、ハーレクイン） 2003
- 『秘書の憂鬱』（ジェシカ・ハート、ハーレクイン） 2004
- 『春を待ちわびて』（ベティ・ニールズ、ハーレクイン） 2005
- 『あなたへの旅路』（エマ・ダーシー, ミランダ・リー、片山真紀共訳、ハーレクイン） 2006
- 『ひと夏の冒険』（ジェイン・アン・クレンツ, ローリー・フォスター、寺田ちせ共訳、ハーレクイン） 2008
- 『花嫁の物語』（デボラ・シモンズ、江田さだえ, 泉屋ゆり子共訳、ハーレクイン） 2008
- 『恋に落ちた夜』（キャロル・マリネッリ、ハーレクイン） 2009、のち再版 2012
  - 『恋に落ちた夜』（キャロル・マリネッリ、ハーパーコリンズ・ジャパン） 2015
- 『春を待ちわびて』（ベティ・ニールズ、ハーパーコリンズ・ ジャパン） 2020